# 維塔河
維塔河（羅馬化：Vita）是烏克蘭的河流，位於該國中北部基輔州，處於第聶伯高地，流經基輔州奧布希夫區和基輔市區霍洛西伊夫區，屬於捷捷列夫河的右支流，河道全長30公里。